# Грецький магазин (Ніжин)
Грецький магазин — пам'ятка архітектури місцевого значення у Ніжині на вулиці Станіслава Прощенка.

## Історія
Наказом Міністерства культури і туризму від 21.12.2012 № 1566 надано статус «пам'ятник архітектури місцевого значення» з охоронним № 10035-Чр під назвою «Грецький магазин».

## Опис
Будинок побудований наприкінці XVIII століття на розі Московської та Грецької вулиць у стилі бароко.
Кам'яний, одноповерховий, П-подібний у плані будинок. Фасад розчленовують пілястри, між якими віконні та дверні прорізи лучної форми, завершується зубчастим карнизом. Над прорізами декор також лучної форми. Головний фасад (з боку вулиці Станіслава Прощенка) має троє вхідних дверей. Двостулкові, ковані залізом двері та віконниці на решітчастих вікнах з міцними кованими затворами та масивними замками. Будинок має два просторі торгові зали, великі підсобні приміщення та глибокі льохи для зберігання товарів.